# Idioma awjila
El idioma awjila o awjilah es una lengua bereber oriental de Libia. Su nombre proviene del oasis donde viven sus habitantes. 
Es hablada por unas 3.000 personas en el oasis de Awjila, en Cirenaica, la región oriental de Libia. La mayoría de los hombres hablantes de awjilah también habla árabe, en cambio las mayoría de mujeres hablantes de awjilah son monolingües. Otros nombres para este lenguaje son Aujila, Augila o Aoudjila. El Awjilah es una lengua indígena en peligro de extinción de Libia, pertenece a la familia de las lenguas afroasiáticas, el idioma es utilizado solo por adultos mayores y no se enseña en la escuela.

## Enlaces
- Ethnologue Report for Awjilah

- Datos: Q56398